# Евангелическо-лютеранская Миссионерская епархия Финляндии
Евангелическо-лютеранская Миссионерская епархия Финляндии (фин. Suomen evankelisluterilainen lähetyshiippakunta, швед. Evangelisk-lutherska missionsstiftet i Finland) — финская независимая консервативная лютеранская церковь.

## Предыстория: Фонд Лютера
Фонд Лютера (фин. Luther-säätiö, швед. Luther-stiftelsen) основан в октябре 1999 года Юханой Похьёлой в знак несогласия с «либеральной» политикой руководства ЕЛЦФ.
Фонд состоит из 17 конгрегаций, объединяющих 1000 человек по всей Финляндии. В своей деятельности Фонд тесно взаимодействует с шведской Миссионерской провинцией, епископ которой Арне Олссон рукоположил несколько пасторов Фонда Лютера в обход официальной иерархии ЕЛЦФ.
В 2010 году Фонд Лютера обрел собственного епископа — Матти Вяйсянена.
В 2011 году возникли трения между руководством Евангелическо-лютеранской церкви Финляндии и Финляндской архиепископией Константинопольского Патриархата в связи с тем, что последняя в рамках «экуменического гостеприимства» предоставляла свои административные помещения для проведения богослужений последователям Фонда Лютера.
21 января 2012 года архиепископ Кари Мякинен высказал пожелание, чтобы Фонд Лютера покинул Евангелическо-лютеранскую церковь Финляндии и образовал собственную религиозную организацию, с чем правление Фонда не согласно.

## Миссионерская епархия
16 марта 2013 года в г. Лахти 22 общины Фонда Лютера и три независимых конфессиональных лютеранских общины приняли решение о создании независимой от ЕЛЦФ Евангелическо-лютеранской Миссионерской епархии Финляндии (LHPK). Епископ Матти Вяйсянен выразил желание выйти на пенсию, и новым епископом был избран пастор, миссионер Ристо Сорамиес. 4 мая 2013 года в Хельсинки, в часовне Святого Сердца состоялось его рукоположение.
В 2020 году Ристо Сорамиес выразил желание оставить служение епископа. 23 января 2021 года большинством голосов синода (90,2%) новым епископом был избран декан Фонда Лютера д-р Юхана Похьола (фин. Juhana Pohjola). Хиротония назначена на 1 августа 2021 года.

## Общины
Общины Миссионерской епархии действуют в следующих городах Финляндии:
- Миккели — Приход Св. Тита
- Коккола — община Св. Андрея
- Хямеэнлинна — Приход Св. Матфея
- Хельсинки — Приход Св. Марка[6]

А также в Керава, Лахти, Хейнола, Коувола, Лаппенранта, Иматра, Пори, Тампере, Китеэ, Йоэнсуу, Ювяскюля, Сейняйоки, Куопио, Иисалми, Каяани, Оулу, Рованиеми.

## Публикации
«Фонд Лютера» издает журнал «Pyhäkön lamppu» (на финском языке), серию просветительских брошюр «Aamutähti» («Утренняя звезда»), а также книжную серию «Hengen viisaus» («Мудрость Духа»).